# ストマッカー (検査装置)

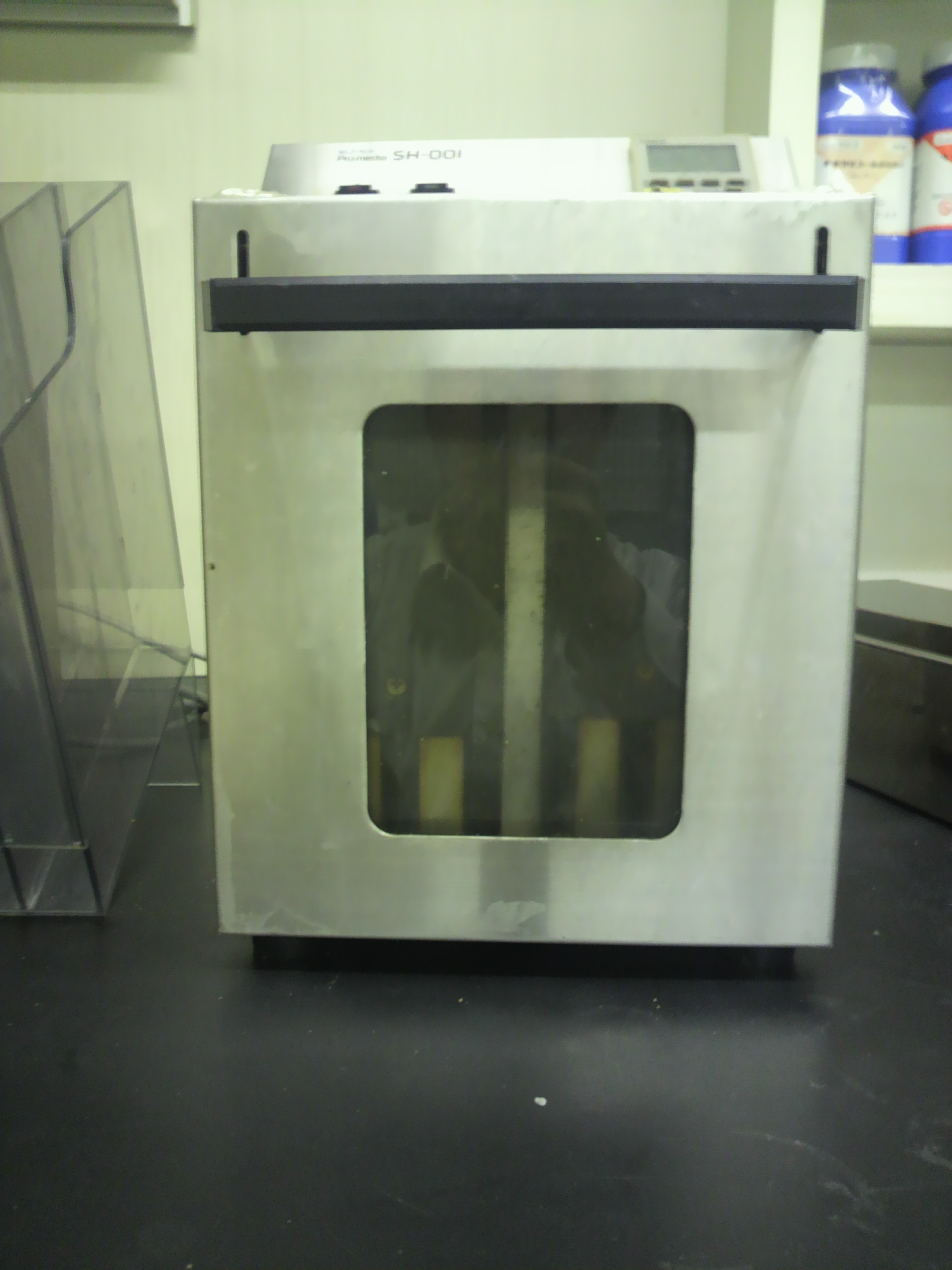
ストマッカー正面

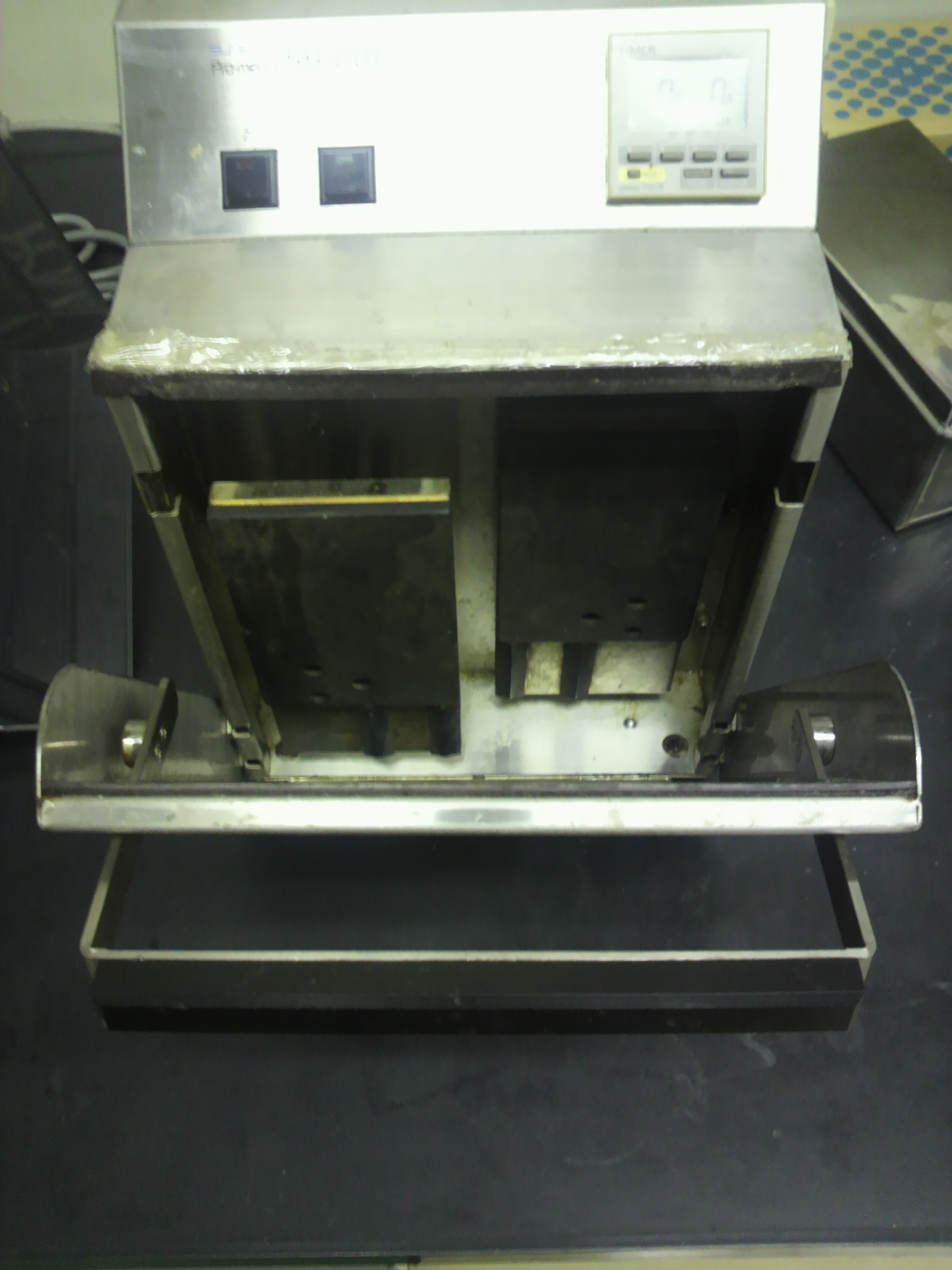
パドル部

ストマッカー（Stomachere）は、主に細菌検査に用いられる機器。
検査用の試料として用いられる組織片や、食品類等の固形または半固形物を細菌の培養検査等をそのままの状態で行うと、その物質の表面だけの検査となることがあるため、ストマッカーを用いて試料を粉砕・均質化し、細菌を抽出するために用いられる。

## 用途
- 臓器・肉片・食品などの固形物等の細菌培養検査や分離濃縮免疫磁気ビーズ法・PCR法等の試料の作成。

## 使用方法
使用するにはストマッカー袋と呼ばれる、滅菌されたナイロンやポリエチレン等の素材で出来た袋が必要となる。
1. 滅菌されたストマッカー袋に試料を入れる。（必要に応じて、規定する倍数の滅菌生理食塩水や滅菌リン酸緩衝液等の液を加える。）
2. ストマッカー本体の定められた場所にストマッカー袋をセットする。
3. スイッチを入れる。

内部のパドルが、動くことにより袋内部の試料が粉砕され、内部液の抽出も行われる。